# Меморіал Івана Глінки 2007
Меморіал Івана Глінки (англ. Ivan Hlinka Memorial) — 17-й міжнародний юніорський хокейний турнір.

## Група АГодонін
| М  | Команда   | І | В | ВО | ПО | П | Ш    | О |
| -- | --------- | - | - | -- | -- | - | ---- | - |
| 1. | Швеція    | 3 | 2 | 1  | 0  | 0 | 12:7 | 8 |
| 2. | Канада    | 3 | 2 | 0  | 1  | 0 | 9:5  | 7 |
| 3. | Чехія     | 3 | 1 | 0  | 0  | 2 | 6:12 | 3 |
| 4. | Швейцарія | 3 | 0 | 0  | 0  | 3 | 5:8  | 0 |

- Канада -  Швеція 2-3 Б (1-0,0-1,1-1,0-0,0-1)
- Чехія -  Швейцарія 2-1 (0-1,1-0,1-0)
- Швейцарія -  Канада 2-3 (1-0,1-1,0-2)
- Чехія -  Швеція 3-7 (0-4,3-1,0-2)
- Швеція -  Швейцарія 3-2 (1-0,2-2,0-0)
- Чехія —  Канада 1-4 (1-1,0-2,0-1)

## Група ВП'єштяни
| М  | Команда    | І | В | ВО | ПО | П | Ш     | О |
| -- | ---------- | - | - | -- | -- | - | ----- | - |
| 1. | Фінляндія  | 3 | 2 | 1  | 0  | 0 | 13:8  | 8 |
| 2. | Росія      | 3 | 2 | 0  | 0  | 1 | 11:9  | 6 |
| 3. | США        | 3 | 1 | 0  | 0  | 2 | 11:13 | 3 |
| 4. | Словаччина | 3 | 0 | 0  | 1  | 2 | 8:13  | 1 |

- США -  Росія 3-5 (0-2,1-1,2-2)
- Словаччина -  Фінляндія 3-4 ОТ (1-0,0-1,2-2,0-1)
- Фінляндія -  США 5-3 (1-2,2-1,2-0)
- Словаччина -  Росія 2-4 (1-2,0-0,1-2)
- Росія -  Фінляндія 2-4 (2-1,0-3,0-0)
- Словаччина —  США 3-5 (0-2,1-2,2-1)

## Фінальна стадія

### Матч за 7 місце
- Словаччина —  Швейцарія 1-5 (0-2,0-1,1-2)

### Матч за 5 місце
- Чехія —  США 5-6 Б (4-3,1-1,0-1,0-0,0-1)

### Матч за 3 місце
- Росія -  Канада 5-4 (2-0,2-1,1-3)

### Фінал
- Швеція -  Фінляндія 3-2 ОТ (1-0,0-0,1-2,1-0)